# Пуляев, Михаил Сергеевич
Михаил Сергеевич Пуляев (род. 22 июля 1987 года) — российский дзюдоист, призёр чемпионатов мира, Европы и Европейских игр.

## Биография
Михаил живёт в г. Рязани и выступает за Московскую и Рязанскую области. Его тренер А. Н. Попов.
В 2013 году удостоен почётного звания "Заслуженный мастер спорта России" .

## Достижения
Победитель командного чемпионата мира 2012 года
Призер командного чемпионата мира 2013 года
Призер чемпионата Европы 2014 года
Призер чемпионатов мира 2014, 2015, 2017 годов

## Вне спорта
Окончил филиал Университета МВД в Рязани. Майор полиции, участковый уполномоченный полиции отдела УУПиПДН УМВД России 
по городу Рязани.
В 2024 году являлся доверенным лицом кандидата в президенты России Владимира Путина.
Женат, имеет дочь и сына.